# Whitney Miguel
Whitney Miguel est une joueuse franco-angolaise de basket-ball, née le 30 septembre 1991 à Créteil.

## Biographie

### En club
Passée par les centres de formation de Clermont-Ferrand et Challes-les-Eaux Basket, elle rejoint ensuite le championnat de Ligue 2 à Rennes, puis Le Havre. À l'été 2012, elle rejoint le club de Léon Trégor Basket 29 en Ligue 2 où elle s'affirme durant sa seconde saison avec des statistiques passées de 3,3 points et 3,0 rebonds à 7,7 points et 6,0 rebonds par rencontre sortant progressivement d'un registre défensif. À la fin de la saison 2014-2015, elle n'est pas conservée dans l'équipe de Léon Trégor.
Après la saison 2014-2015, elle signe en Nationale 1 au Creusot. Pour la saison 2016-2017, elle retrouve la Ligue 2 avec le promu Roannais basket féminin. 
En 2017 elle fait une pause concernant le basket professionnel et signe pour deux saisons à Saint Delphin à Villenave d'Ornon, près de Bordeaux.  
Pour la saison 2019-2020 elle rejoint l'équipe de Sainte Savine en NF1 où elle réalise une très bonne saison. Malheureusement, la saison n'ira pas jusqu'à son terme et sera déclarée comme saison blanche à cause de la pandémie de Covid-19. 
En 2020 elle s'engage avec le club de l'US La Glacerie, pour trois saisons. 

### Sélection nationale
Ayant la double nationalité, elle fait ses débuts avec la sélection angolaise pour le championnat d'Afrique 2013. Elle y trouve une préparation physique poussée : « j’ai perdu pas moins de 10 kg durant le stage de préparation. » Les Angolaises battent le Mozambique en finale et se qualifient pour le Mondial 2014.

## Clubs
- 2007-2009 :  Stade clermontois Auvergne Basket 63
- 2009-2010 :  Challes-les-Eaux Basket
- 2010-2011 :  Avenir de Rennes
- 2011-2012 :  AL Aplemont Le Havre
- 2012-2015 :  Léon Trégor Basket 29
- 2015-2016 :  Le Creusot
- 2016-2017 :  Roannais basket féminin
- 2017-2019 :   Saint Delphin Basket Villenave d'Ornon

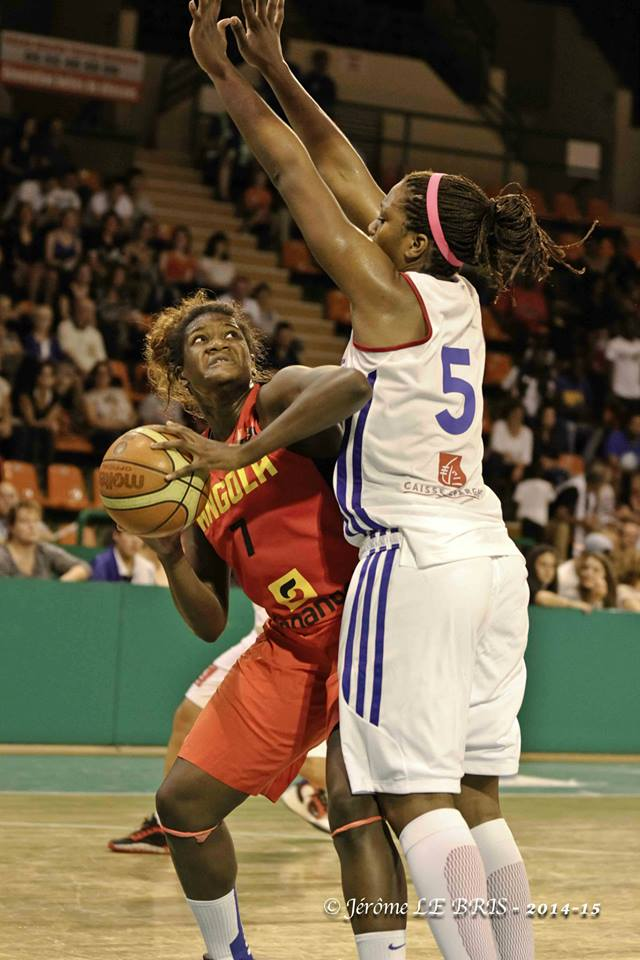
Whitney MIGUEL avec l'Angola contre l'équipe de France

- 2019-2020 :  Sainte Savine Basket
- Whitney MIGUEL avec l'Angola contre l'équipe de France 2020-... :  US La Glacerie

## Palmarès
- Championne d'Afrique 2013